# Lionel Greenstreet
Lionel Greenstreet (Londen, 20 maart 1889 - West Sussex, 13 januari 1979) was een Brits ontdekkingsreiziger.

## Biografie
Greenstreet nam in 1914 deel als eerste stuurman aan de Endurance-expeditie naar Antarctica onder leiding van Ernest Shackleton. De expeditie strandde op Elephanteiland. Tijdens de zeereis van drijfijs naar Elephanteiland was Greenstreet aan boord van reddingssloep Dudley Docker onder leiding van Frank Worsley. Na vier maanden op het onherbergzame eiland werd de expeditie gered.
Tijdens de Eerste Wereldoorlog werkte Greenstreet op schepen op de Tigris. In de Tweede Wereldoorlog diende hij in de Verenigde Staten. Later ging hij werken op sleepboten. Greenstreet overleed in 1979 op bijna 90-jarige leeftijd als laatste overlever van de Endurance-expeditie (alleen Richard W. Richards van de ondersteunende Ross Sea Party was nog in leven). Hij was tevens ook de laatste overlever van de gestrande expeditie op Elephanteiland.